# Grand Prix Francie 1961
Grand Prix Francie 1961 (oficiálně XLVIIe Grand Prix de l'A.C.F.) se jela na okruhu Reims-Gueux v Gueux, Marne ve Francii dne 2. července 1961. Závod byl čtvrtým v pořadí v sezóně 1961 šampionátu Formule 1.

## Závod
| Poř.   | No. | Jezdec                  | Konstruktér       | Počet kol | Čas/Odstoupení            | Pořadí na startu | Body |
| ------ | --- | ----------------------- | ----------------- | --------- | ------------------------- | ---------------- | ---- |
| 1      | 50  | Giancarlo Baghetti      | Ferrari           | 52        | 2:14:17.5                 | 12               | 9    |
| 2      | 12  | Dan Gurney              | Porsche           | 52        | +0.1                      | 5                | 6    |
| 3      | 8   | Jim Clark               | Lotus-Climax      | 52        | +1:01.0                   | 9                | 4    |
| 4      | 6   | Innes Ireland           | Lotus-Climax      | 52        | +1:10.3                   | 10               | 3    |
| 5      | 4   | Bruce McLaren           | Cooper-Climax     | 52        | +1:41.8                   | 8                | 2    |
| 6      | 22  | Graham Hill             | BRM-Climax        | 52        | +1:41.9                   | 6                | 1    |
| 7      | 10  | Jo Bonnier              | Porsche           | 52        | +3:15.4                   | 13               |      |
| 8      | 42  | Roy Salvadori           | Cooper-Climax     | 51        | +1 kolo                   | 15               |      |
| 9      | 16  | Phil Hill               | Ferrari           | 50        | +2 kola                   | 1                |      |
| 10     | 30  | Henry Taylor            | Lotus-Climax      | 49        | +3 kola                   | 25               |      |
| 11     | 46  | Michael May             | Lotus-Climax      | 48        | +4 kola                   | 22               |      |
| 12     | 36  | Masten Gregory          | Cooper-Climax     | 43        | +9 kol                    | 16               |      |
| 13     | 32  | Maurice Trintignant     | Cooper-Maserati   | 42        | +10 kol                   | 23               |      |
| 14     | 38  | Ian Burgess             | Lotus-Climax      | 42        | +10 kol                   | 24               |      |
| 15     | 18  | Richie Ginther          | Ferrari           | 40        | Tlak oleje                | 3                |      |
| Ret    | 26  | Stirling Moss           | Lotus-Climax      | 31        | Brzdy                     | 4                |      |
| Ret    | 48  | Willy Mairesse          | Lotus-Climax      | 27        | Motor                     | 20               |      |
| Ret    | 14  | Carel Godin de Beaufort | Porsche           | 23        | Přehřátí                  | 17               |      |
| Ret    | 28  | Lucien Bianchi          | Lotus-Climax      | 21        | Přehřátí                  | 19               |      |
| Ret    | 20  | Wolfgang von Trips      | Ferrari           | 18        | Motor                     | 2                |      |
| Ret    | 34  | Giorgio Scarlatti       | De Tomaso-Osca    | 15        | Motor                     | 26               |      |
| Ret    | 2   | Jack Brabham            | Cooper-Climax     | 14        | Tlak oleje                | 14               |      |
| Ret    | 52  | Bernard Collomb         | Cooper-Climax     | 6         | Motor                     | 21               |      |
| Ret    | 40  | John Surtees            | Cooper-Climax     | 4         | Nehoda                    | 7                |      |
| Ret    | 24  | Tony Brooks             | BRM-Climax        | 4         | Přehřátí                  | 11               |      |
| Ret    | 44  | Jackie Lewis            | Cooper-Climax     | 4         | Přehřátí                  | 18               |      |
| DNS    | 46  | Wolfgang Seidel         | Lotus-Climax      |           | Pouze trénoval            |                  |      |
| DNS    | 28  | Juan Manuel Bordeu      | Lotus-Climax      |           | Pouze trénoval            |                  |      |
| WD     | 14  | Hans Herrmann           | Porsche           |           | Vůz použil Beaufort       |                  |      |
| WD     | 46  | Olivier Gendebien       | Emeryson-Maserati |           | Vůz použil May            |                  |      |
| WD     | 54  | Brian Naylor            | JBW-Maserati      |           | Vozidlo nebylo připraveno |                  |      |
| Zdroj: |     |                         |                   |           |                           |                  |      |

## Průběžné pořadí po závodě
Pohár jezdců
|        | Pořadí | Jezdec             | Body |
| ------ | ------ | ------------------ | ---- |
|        | 1      | Phil Hill          | 19   |
|        | 2      | Wolfgang von Trips | 18   |
|        | 3      | Stirling Moss      | 12   |
|        | 4      | Richie Ginther     | 12   |
| 25     | 5      | Giancarlo Baghetti | 9    |
| Zdroj: |        |                    |      |

Pohár konstruktérů
|        | Pořadí | Konstruktér   | Body |
| ------ | ------ | ------------- | ---- |
|        | 1      | Ferrari       | 30   |
|        | 2      | Lotus-Climax  | 16   |
| 1      | 3      | Porsche       | 9    |
| 1      | 4      | Cooper-Climax | 6    |
| 1      | 5      | BRM-Climax    | 1    |
| Zdroj: |        |               |      |